# 대방광불화엄경 정원본 권8
대방광불화엄경 정원본 권8(大方廣佛華嚴經 貞元本 卷八)은 서울특별시 관악구 신림동, 호림박물관에 있는 고려시대의 목판본 불경이다. 2014년 12월 31일 대한민국의 보물 제1846호로 지정되었다.

## 개요
『大方廣佛華嚴經』貞元本 卷八은 唐의 般若가 晉本인 60華嚴經과 周本인 80華嚴經 중의 「入法界品」만을 번역한 것으로 제8권에 해당하는 「入不思議解脫境界普賢行願品」이다. 판각의 手法 등이 현존하는 다른『華嚴經』의 판본과는 그 품격이 다르다. 아마도 현종 12(1021)년 8월에 顯宗이 부모의 명복을 빌기 위해 玄化寺에서 판각한 판본이거나 문종 5(1051)년 정월에 眞觀寺에서 판각한 판본일 가능성이 높다.
국내에서 보기 드문 26行 17字本의 희귀본으로서 佛經과 佛敎學 및 書誌學의 硏究에는 물론 고려시대 목판인쇄문화의 연구에도 크게 활용될 수 있을 귀중한 자료이다.

## 참고 자료
- 대방광불화엄경 정원본 권8 - 국가유산청 국가유산포털